# François-René Duchâble
François-René Duchâble, né le 22 avril 1952 à Paris, est un pianiste français. En 1973, il remporte le Prix de la Fondation Sacha-Schneider. Depuis, il s'est produit en récital à travers le monde, en Europe, aux États-Unis, au Canada et au Japon.

## Biographie

### Enfance et études
Naturellement doué pour le clavier, il entre au Conservatoire national supérieur de musique de Paris qui lui décerne à 13 ans le Premier Prix de piano. Trois ans plus tard (à 16 ans), il se classe onzième au Concours musical international Reine Élisabeth de Belgique. Arthur Rubinstein remarque son talent et lui prodigue de précieux encouragements.

### Carrière de concertiste
Le répertoire de François-René Duchâble couvre surtout la période romantique. Il inclut les concertos de Beethoven, Brahms, Schumann, Bartók ou Ravel, les compositions pour piano de Liszt, l'œuvre concertante de Poulenc pour laquelle il reçoit le grand Prix de l’Académie du disque français en 1986. La critique salue son interprétation inspirée des œuvres de Chopin, notamment la gravure des études pour laquelle il obtient le Grand Prix de l’Académie Charles-Cros en 1981. Dès lors, il participe à de nombreux festivals de musique prestigieux, dont ceux de Salzbourg, Lucerne, Berlin, les Proms de Londres, Lockhenhaus, et le Festival des Flandres. Il a ensuite joué, entre autres, au Royal Festival Hall, à la Philharmonie de Berlin, et au Musikverein de Vienne, avec l'Orchestre philharmonique de Londres, l'Orchestre philharmonique de Berlin, l'Orchestre philharmonique de Rotterdam, l'Orchestre de Paris, l'Orchestre de la Suisse romande, et l'Orchestre symphonique de Montréal. Il a notamment collaboré avec la pianiste et triple médaillée olympique Micheline Ostermeyer. Enfin, il se tourne vers la musique germanique, et joue Beethoven, Brahms, Schumann en Allemagne. Il voue une admiration particulière à Beethoven dont il se sent plus proche que d'aucun autre compositeur. Il écrit à son sujet : « Un exclu, un solitaire, un sourd. Mais un homme, un missionnaire qui lutte pour la dignité, la bonté. C'est une musique de force, de lutte, mais d'extrême tendresse, d'amour profond… »

### Fin d'une carrière «classique»

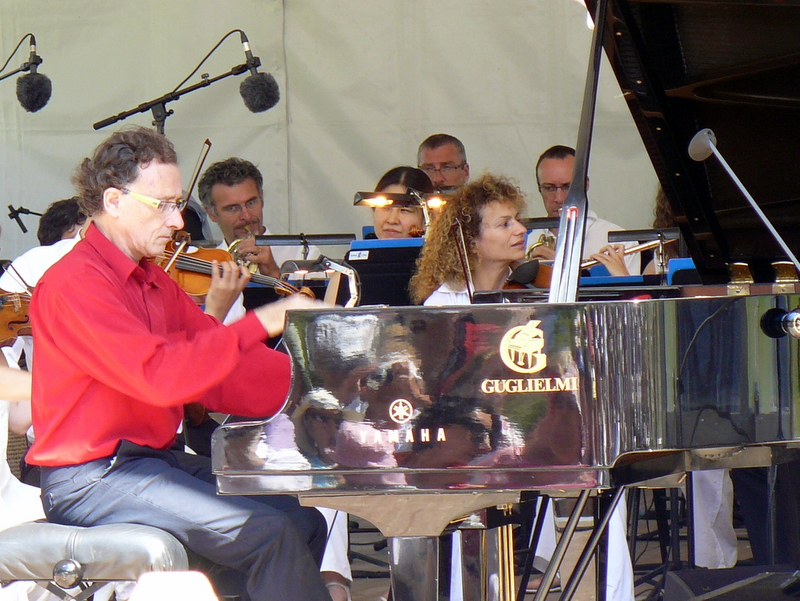
François-René Duchâble joue le 1er concerto pour piano de Tchaïkovski aux « Folies du lac », La Colmiane, Alpes-Maritimes en 2010.

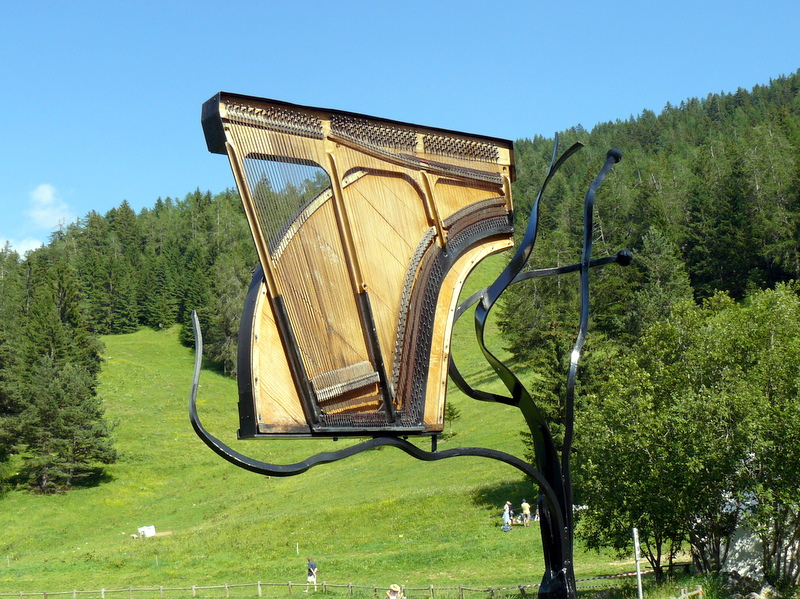
Le piano sorti du lac de La Colmiane.

François-René Duchâble quitte le devant de la scène en 2003 ; il annonce le 31 juillet 2003 qu'il met un terme à sa carrière de concertiste (décision prise au milieu d'un concerto), et ce en dépit d'un talent rare qui l'inscrit dans la tradition des grands virtuoses français du XXe siècle tels que Samson François ou Yves Nat. Il nuance néanmoins sa décision : « Pourquoi me priver de quelques spectacles de plein air, de son et lumière, de l'action sociale, de participations à des spectacles poétiques ? ». Il fête alors sa retraite en jetant à deux reprises une (fausse) carcasse de piano depuis un hélicoptère dans les lacs d'Annecy et de La Colmiane, où il va alors se produire régulièrement, lors des estivales du Conseil général des Alpes-Maritimes, avec l'orchestre régional de Cannes-Provence-Alpes-Côte d’Azur,. 
L'immersion du piano (celui de Vladimir Horowitz par exemple) représente en quelque sorte un baptême « purificateur » qui signe sa rupture définitive avec le système élitiste. Toujours selon ses propos : « À côté de ce baptême, il y a une incinération » après un ultime récital où il brûle son costume de scène « la queue-de-pie qui symbolise la Carrière, la Compétition, la Concurrence ». Il déclare qu'il fera à la place des concerts informels en France avec un clavier électronique,,.
Plusieurs événements majeurs ont marqué ses trente ans de carrière ; trois rencontres décisives : avec Rubinstein en 1974, Karajan, puis Jacques Chancel, Erato en 1980, et enfin, en 1988, quand une intégrale des concertos de Beethoven en deux soirées lui est proposée. 
Grand cycliste, grand marcheur, il vit aujourd'hui près d'Annecy et soutient fidèlement les causes qui lui sont chères : décloisonner et démocratiser la musique classique, la porter en pleine nature, dans les prisons, dans les hospices. Il anime des tables rondes publiques sur le thème du dépassement de soi avec l'alpiniste Marc Batard et le théologien Bernard Besret, joue en pyroconcert devant plusieurs dizaines de milliers de personnes notamment au Grand Feu de Saint Cloud, relie musique et sport en spectacle ou lors du tour de France avec son pianocipède. Il est le parrain du Cap Ferret Music Festival qu'il inaugure à deux pianos en 2011 avec Hélène Berger, fondatrice du festival. 
Il a été conseiller musical technique pour le film de Danièle Thompson Fauteuils d'orchestre (2006), dans lequel il interprète lui-même les morceaux de piano. Le personnage de Jean-François Lefort dans ce film reprend certains aspects des vues de Duchâble envers le monde de la musique classique.

## Discographie
Pianiste de renommée internationale, François-René Duchâble a reçu de nombreuses récompenses tout au long de sa carrière : choc de la musique, diapasons d'or, etc. Sa discographie comprend notamment les Transcriptions et Paraphrases de Liszt (Grand Prix de l’Académie Charles-Cros et RTL d'or), les Sonates de Beethoven (Choc de la musique et Diapason d'or), les Concertos de Ravel (Choc de la musique).
Il a également enregistré les Concertos de Chopin avec l’Orchestre de Toulouse et Michel Plasson, les Douze études d’exécution transcendante de Liszt et la transcription du Concerto pour violon et le Concerto pour piano no 2 de Beethoven avec le Sinfonia Varsovia dirigé par Yehudi Menuhin. Ses derniers disques comportent des sonates de Beethoven et les concertos de Ravel avec l'Orchestre du Capitole de Toulouse et Michel Plasson.
- Saint-Saëns : Concertos pour piano nos 2 et 4, Orchestre Philharmonique de Strasbourg, dir. Alain Lombard. Label  Erato 1982, ASIN B000009J8T
- Chopin : Polonaises, 1997, Label : EMI Music France
- Chopin : Études op. 10 et 25, 1981, Label : Erato ECD 88001
- Chopin : Sonates op. 35 et 58, 1985, Label : Erato ECD 88083
- Mendelssohn : Concertos pour piano nos 1 et 2, avec l'Ensemble orchestral de Paris, Jean-Pierre Wallez, 1983, Label : Erato / Hispavox 190 005
- Ravel : Bolero, La Valse, Piano Concerto, chef. Armin Jordan, 2002, Label : Erato, ASIN B000063JAH
- Poulenc : Concerto pour 2 pianos, 2002, Label : Erato, ASIN B000024W7J
- Beethoven : Sonates 8 et 14, 2008, Label : Virgin clas. EMI ASIN B0018OKHQO
- Beethoven : Les 5 concertos pour piano avec l'Ensemble orchestral de Paris, John Nelson Label : LORCOM (3 CD + 1 DVD)

## Décorations
- Commandeur de l'ordre des Arts et des Lettres (2009)[16]